# Oleksandr Klymenko (athlétisme)
Pour les articles homonymes, voir Oleksandr Klymenko.
Oleksandr Klymenko (né le 27 mars 1970 - mort le 7 mars 2000) est un ancien athlète soviétique puis ukrainien, spécialiste du lancer du poids.

## Palmarès

### Championnats du monde d'athlétisme
- Championnats du monde d'athlétisme 1991 à Tokyo,  Japon
  -  Médaille de bronze du lancer du poids avec un lancer de 20,34 m.

### Championnats d'Europe d'athlétisme
- Championnats d'Europe d'athlétisme 1994 à Helsinki,  Finlande
  -  Médaille d'or du lancer du poids (essai à 20,78 m).

### Championnats d'Europe d'athlétisme en salle
- Championnats d'Europe d'athlétisme en salle 1992 à Gênes,  Italie
  -  Médaille d'argent du lancer du poids

### Championnats du monde junior d'athlétisme
- Championnats du monde junior d'athlétisme 1988 à Sudbury,  Canada
  -  Médaille d'or du lancer du poids

### Championnats d'Europe junior d'athlétisme
- Championnats d'Europe junior d'athlétisme 1989 à Varaždin,  Yougoslavie
  -  Médaille d'or du lancer du poids